# Christina Jewelry Pro Cycling/Saison 2016
Dieser Artikel listet Erfolge und Fahrer des Radsportteams Christina Jewelry Pro Cycling in der Saison 2016 auf.

## Erfolge in der UCI Africa Tour
Bei den Rennen der UCI Africa Tour im Jahr 2016 gelangen dem Team nachstehende Erfolg.
| Datum        | Rennen                          | Kat. | Fahrer            |
| ------------ | ------------------------------- | ---- | ----------------- |
| 1.–10. April | Gesamtwertung Marokko-Rundfahrt | 2.2  | Stefan Schumacher |

## Erfolge in den Nationalen Straßen-Radsportmeisterschaften
Bei den Rennen der Nationalen Straßen-Radsportmeisterschaften 2016 konnte das Team nachstehende Titel erringen.
| Datum      | Rennen                                      | Fahrer        |
| ---------- | ------------------------------------------- | ------------- |
| 5. Februar | Namibische Meisterschaft – Einzelzeitfahren | Till Drobisch |

## Abgänge – Zugänge
| Zugänge                        | Team 2015               | Abgänge                       | Team 2016                    |
| ------------------------------ | ----------------------- | ----------------------------- | ---------------------------- |
| Moritz Fußnegger               | MLP Team Bergstraße     | Tim Gebauer                   |                              |
| Morten Gadgaard                | CCT p/b Champion System | Moritz Schaffner              |                              |
| Mathias Krigbaum (ab 21. März) | Veranclassic-AGO        | Johannes Weber                | Team Felbermayr Simplon Wels |
| John Mandrysch                 | MLP Team Bergstraße     | Max Walsleben                 | RTS-Monton Racing            |
| Stefan Schumacher              | CCC Sprandi Polkowice   | John Mandrysch (bis 21. Juli) | Leopard Pro Cycling          |
| Joshua Stritzinger             | rad-net Rose Team       |                               |                              |
| Frederik Zeuner                | Neoprofi                |                               |                              |

## Mannschaft
| Teamkader 2016                       | Teamkader 2016   | Teamkader 2016 | Teamkader 2016               |
| Name                                 | Geburtsdatum     | Land           | Vorheriges Team              |
| ------------------------------------ | ---------------- | -------------- | ---------------------------- |
| Till Drobisch                        | 2. März 1993     | Namibia        | UC Nantes Atlantique (2015)  |
| Arnold Fiek                          | 13. Oktober 1993 | Deutschland    |                              |
| Moritz Fußnegger                     | 15. Februar 1996 | Deutschland    | MLP Bergstraße (2015)        |
| Morten Gadgaard                      | 22. Mai 1991     | Dänemark       | CCT-Champion System (2015)   |
| Kai Kautz                            | 5. November 1987 | Deutschland    |                              |
| Mathias Krigbaum (21. Mär.–31. Dez.) | 3. Februar 1995  | Dänemark       | Veranclassic-Ago (2016)      |
| Georg Loef                           | 22. Juni 1994    | Deutschland    |                              |
| John Mandrysch (1. Jan.–21. Jul.)    | 18. Oktober 1996 | Deutschland    | MLP Bergstraße (2015)        |
| Florian Nowak                        | 26. Januar 1995  | Deutschland    |                              |
| Julian Schulze                       | 9. Januar 1995   | Deutschland    |                              |
| Stefan Schumacher                    | 21. Juli 1981    | Deutschland    | CCC Sprandi Polkowice (2015) |
| Joshua Stritzinger                   | 6. Dezember 1995 | Deutschland    |                              |
| Frederik Zeuner                      | 17. August 1995  | Dänemark       |                              |
|                                      |                  |                |                              |
| Quelle: ProCyclingStats              |                  |                |                              |